# Défilé du Kertoff
Le défilé du Kertoff est une gorge dans le département des Vosges.

## Toponymie
Le nom de Kertoff trouve son origine soit dans la présence d'un cimetière au haut Moyen Âge (associé à « Kirch-off »), soit de l'allemand « Kartofell ».

## Géographie

### Situation
La vallée où coule la Vologne, étroite et encaissée, se trouve sur les communes de Gérardmer, de Barbey-Seroux et de Granges-Aumontzey dans le massif vosgien.

### Climat
Grâce à la structure très encaissée de la vallée, celle-ci ne présente pas de risque de sécheresse, avec à une pluviosité d'environ 1 300 mm et à une exposition qui assurent une humidité suffisamment élevée en toutes saisons.

### Géologie
Il présente un sol brun acide avec une faible teneur en bases échangeables, mais enrichi en matières organiques réparties dans tout le profil grâce à un brassage mécanique résultant du colluvionnement.

### Faune et flore
Le défilé comprend un massif forestier de montagne préservé, hébergeant divers écosystèmes cruciaux comme les forêts de ravins et différentes phases de développement de tourbières.
Le lynx boréal peut parfois être observé dans le secteur.

## Histoire

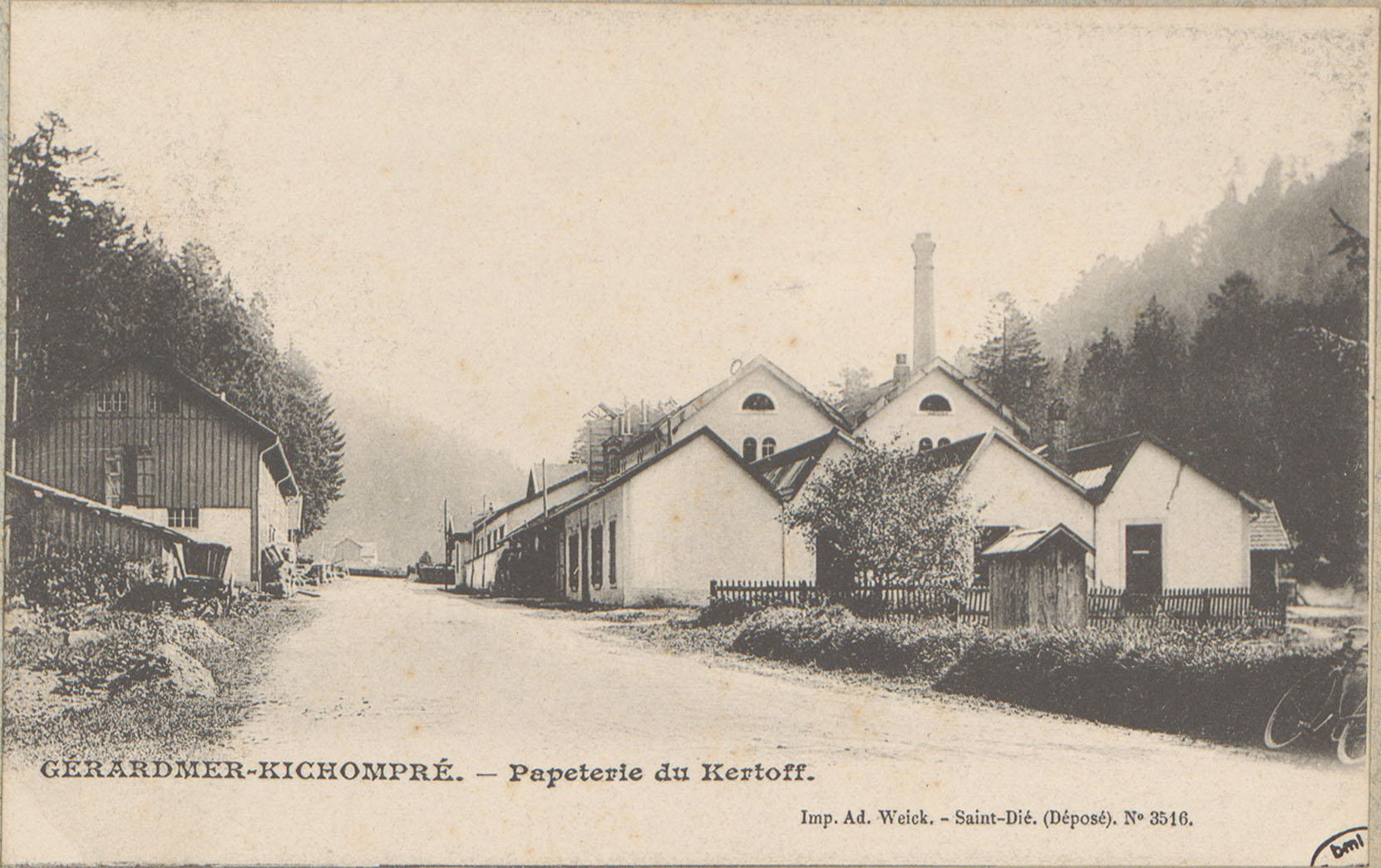
Papeterie du Kertoff (carte postale Adolphe Weick).

Au Kertoff, derrière un imposant mur de pierre, on distingue les vestiges d'une papeterie. La famille Boucher a établi cette usine en 1881, l'alimentant en eau par une dérivation de la Vologne.
Au XIXe siècle, les restaurateurs de Gérardmer stockaient des blocs de glace pendant l'hiver dans une sorte de grotte naturelle formée par le chaos des rochers de la moraine glaciaire latérale pour les utiliser dans leurs établissements en été.

## Activités

### Protection environnementale
Un arrêté du 17 mars 2008 classe le « site Natura 2000 massif de Vologne » (zone spéciale de conservation FR 4100197).
En 1989, une réserve biologique domaniale a été créée dans le but de protéger les tourbières à Pins à crochets. De plus, une gestion adaptée est également mise en place pour les peuplements naturels d'épicéas.

### Randonnée
Le sentier de grande randonnée de pays Tour de la Vologne y passe.